# Europameisterschaften im Wasserspringen 2025
Die Europameisterschaften im Wasserspringen 2025 wurden vom 22. bis 28. Mai im türkischen Antalya ausgetragen. Austragungsort der Wettkämpfe war das Water Center in der Gloria Sports Arena.

## Ergebnisse

### Männer
| Disziplin             | Gold                                    | Silber                                  | Bronze                                  |
| --------------------- | --------------------------------------- | --------------------------------------- | --------------------------------------- |
| 1 m Kunstspringen     | Moritz Wesemann                         | Lorenzo Marsaglia                       | Danylo Konowalow                        |
| 3 m Kunstspringen     | Andrzej Rzeszutek                       | Noah Penman                             | Moritz Wesemann                         |
| 10 m Turmspringen     | Oleksij Sereda                          | Ole Rösler                              | Anton Knoll                             |
| 3 m Synchronspringen  | DeutschlandTimo Barthel Moritz Wesemann | ItalienLorenzo Marsaglia Giovanni Tocci | GroßbritannienLeon Baker Hugo Thomas    |
| 10 m Synchronspringen | UkraineMark Hryzenko Oleksij Sereda     | DeutschlandEspen Prenzyna Ole Rösler    | ItalienSimone Conte Riccardo Giovannini |

### Frauen
| Disziplin             | Gold                                   | Silber                                 | Bronze                                            |
| --------------------- | -------------------------------------- | -------------------------------------- | ------------------------------------------------- |
| 1 m Kunstspringen     | Chiara Pellacani                       | Elna Widerström                        | Michelle Heimberg                                 |
| 3 m Kunstspringen     | Michelle Heimberg                      | Aleksandra Bibikina                    | Lena Hentschel                                    |
| 10 m Turmspringen     | Sarah Jodoin di Maria                  | Pauline Pfeif                          | Else Praasterink                                  |
| 3 m Synchronspringen  | UkraineKsenija Botschek Diana Karnafel | DeutschlandLena Hentschel Jette Müller | GroßbritannienDesharne Bent-Ashmeil Amy Rollinson |
| 10 m Synchronspringen | SpanienValeria Antolino Ana Carvajal   | UkraineKsenija Bajlo Sofija Lyskun     | DeutschlandCarolina Coordes Pauline Pfeif         |

### Mixed
| Disziplin             | Gold                                                             | Silber                                                             | Bronze                                                                           |
| --------------------- | ---------------------------------------------------------------- | ------------------------------------------------------------------ | -------------------------------------------------------------------------------- |
| 3 m Synchronspringen  | DeutschlandLuis Avila Sanchez Lena Hentschel                     | ItalienChiara Pellacani Matteo Santoro                             | GroßbritannienBen Cutmore Desharne Bent-Ashmeil                                  |
| 10 m Synchronspringen | UkraineKsenija Bajlo Kirill Boljuch                              | ItalienSarah Jodoin Di Maria Riccardo Giovannini                   | DeutschlandPauline Pfeif Luis Avila Sanchez                                      |
| Mannschaft            | UkraineKsenija Bajlo Sofija Lyskun Kirill Boljuch Oleksij Sereda | DeutschlandLena Hentschel Pauline Pfeif Ole Rösler Moritz Wesemann | ItalienSarah Jodoin Di Maria Chiara Pellacani Riccardo Giovannini Matteo Santoro |

## Medaillenspiegel
| Platz  | Land           | Gold | Silber | Bronze | Gesamt |
| ------ | -------------- | ---- | ------ | ------ | ------ |
| 1      | Ukraine        | 5    | 1      | 1      | 7      |
| 2      | Deutschland    | 3    | 5      | 4      | 12     |
| 3      | Italien        | 2    | 4      | 2      | 8      |
| 4      | Schweiz        | 1    | –      | 1      | 2      |
| 5      | Polen          | 1    | –      | –      | 1      |
| 5      | Spanien        | 1    | –      | –      | 1      |
| 7      | Großbritannien | –    | 1      | 3      | 4      |
| 8      | Armenien       | –    | 1      | –      | 1      |
| 8      | Schweden       | –    | 1      | –      | 1      |
| 10     | Niederlande    | –    | –      | 1      | 1      |
| 10     | Österreich     | –    | –      | 1      | 1      |
| Gesamt | Gesamt         | 13   | 13     | 13     | 39     |